# FC 온라인
《EA SPORTS FC 온라인》은 EA Korea Studio에서 개발하고 넥슨에서 2018년 상반기부터 배급하고 있는 스포츠 게임이다.

## 같이 보기
- 피파 온라인 3